# Parachela (género)
Parachela es un género de peces de la familia de los Cyprinidae en el orden de los Cypriniformes.

## Especies
Las especies de este género son:
- Parachela cyanea Kottelat, 1995
- Parachela hypophthalmus (Bleeker, 1860)
- Parachela ingerkongi (Bănărescu, 1969)
- Parachela maculicauda (H. M. Smith, 1934)
- Parachela oxygastroides (Bleeker, 1852) (Glass fish)
- Parachela siamensis (Günther, 1868)
- Parachela williaminae Fowler, 1934